# 二宮金次郎 (唱歌)
『二宮金次郎』（にのみやきんじろう）は、日本の童謡、唱歌のひとつ。文部省唱歌。作詞、作曲ともに不詳。

## 歌詞
1.

柴（しば）刈り縄ない　草鞋（わらじ）をつくり

親の手を助（す）け　弟（おとと）を世話し

兄弟仲よく　孝行つくす

手本は二宮金次郎

2.

骨身を惜（おし）まず　仕事をはげみ

夜なべ済まして　手習（てならい）読書

せわしい中にも　撓（たゆ）まず学ぶ

手本は二宮金次郎

3.

家業大事に　費（ついえ）をはぶき

少しの物をも　粗末にせずに

遂には身を立て　人をもすくう

手本は二宮金次郎

## 概要
1911年（明治44年）に刊行された『尋常小学唱歌　第二学年用』が初出。
二宮尊徳の人生をたたえる歌であるが、戦後は二宮の人生が必ずしも模範とされなくなったことから、次第に歌われなくなった。